# Notidobia sagarrai
Notidobia sagarrai là một loài Trichoptera trong họ Sericostomatidae. Chúng phân bố ở miền Cổ bắc.